# .xxx
.xxx je internetová generická doména nejvyššího řádu vyhrazená pro erotický a pornografický obsah. Byla navržena mj. pro snadnější ochranu dětí před pornografií.
Po dlouhodobé veřejné diskuzi byla předběžně schválena, ale na jaře roku 2006 byla ICANN odmítnuta v poměru hlasů 9:5 a v březnu 2007 byla opět zamítnuta. Podobné akce se uskutečnily již několikrát od roku 2000, kdy se poprvé objevily hlasy pro tuto doménu. Teprve 25. června 2010 ICANN novou doménu schválila. Definitivní znění smlouvy se společností ICM Registry bylo schváleno 18. března 2011. První funkční stránka byla spuštěna na adrese casting.xxx.